# Per Skjæret Strømhaug
Per Einar Skjæret Strømhaug (geboren am 15. Februar 2002) ist ein norwegischer Nordischer Kombinierer.

## Werdegang
Per Skjæret Strømhaug trat ab 2020 bei internationalen Veranstaltungen der Fédération Internationale de Ski im Continental Cup der Nordischen Kombination in Erscheinung. Im Rahmen der Continental-Cup-Saison 2019/20 gab er am 25. Januar 2020 in Rena sein Debüt in dieser Wettbewerbsserie und erzielte mit dem 28. Platz auf Anhieb erste Wertungspunkte. Für Norwegen nahm Strømhaug an den Nordischen Junioren-Skiweltmeisterschaften 2022 im polnischen Zakopane teil. Dort wurde er 22. im Gundersen-Einzelwettbewerb von der Normalschanze. Gemeinsam mit Torje Seljeset, Sebastian Østvold und Eidar Johan Strøm gewann er darüber hinaus die Silbermedaille im Teamwettkampf.
Nach seinem Debüt dauerte es mehr als zwei Jahre, bis er im Winter 2021/22 erneut im Continental Cup antrat. In der Gesamtwertung belegte er den 78. Rang. In der darauffolgenden Saison 2022/23 war er regelmäßiger in dieser Wettkampfserie am Start und wurde Zwölfter der Gesamtwertung. An der Seite von Troje Seljeset, Ingrid Låte und Hanna Midtsundstad erreichte er am 4. März 2023 als Dritter bei einem Mixed-Team-Wettbewerb in Eisenerz seine erste Podiumsplatzierung im Continental Cup. Im Winter 2023/24 steigerte er sich auf den zehnten Rang der Gesamtwertung. Zusammen mit Aleksander Skoglund erreichte er als Dritter im Teamsprint von Lahti am 9. März 2024 eine weitere Podiumsplatzierung.

## Statistik

### Continental-Cup-Platzierungen
| Saison  | Platz | Punkte |
| ------- | ----- | ------ |
| 2019/20 | 88.   | 003    |
| 2021/22 | 78.   | 018    |
| 2022/23 | 12.   | 271    |
| 2023/24 | 10.   | 471    |